# Elles sont jolies en Angleterre
Pistes de Pourquoi pleurer ?
Moi, je suis Français
Elles sont jolies en Angleterre est une chanson interprétée par Claude François en 1975. Elle est la piste finale de l'album Pourquoi pleurer ?, paru en décembre 1975.